# Surgénération
La surgénération ou surrégénération est la capacité d'un réacteur nucléaire à produire plus d'isotopes fissiles qu'il n'en consomme, en transmutant des isotopes fertiles en isotopes fissiles. En général, la technologie de surgénération est celle d'un réacteur à neutrons rapides.
Le seul isotope fissile disponible en tant que ressource naturelle sur Terre est l'uranium 235, directement exploitable dans le cycle du combustible nucléaire. La surgénération permet théoriquement de valoriser en tant que combustible nucléaire l'ensemble des matières fertiles tels l'uranium 238, qui représente plus de 99 % de l'uranium naturel, et le thorium, lui-même trois fois plus abondant que l'uranium.

## Historique

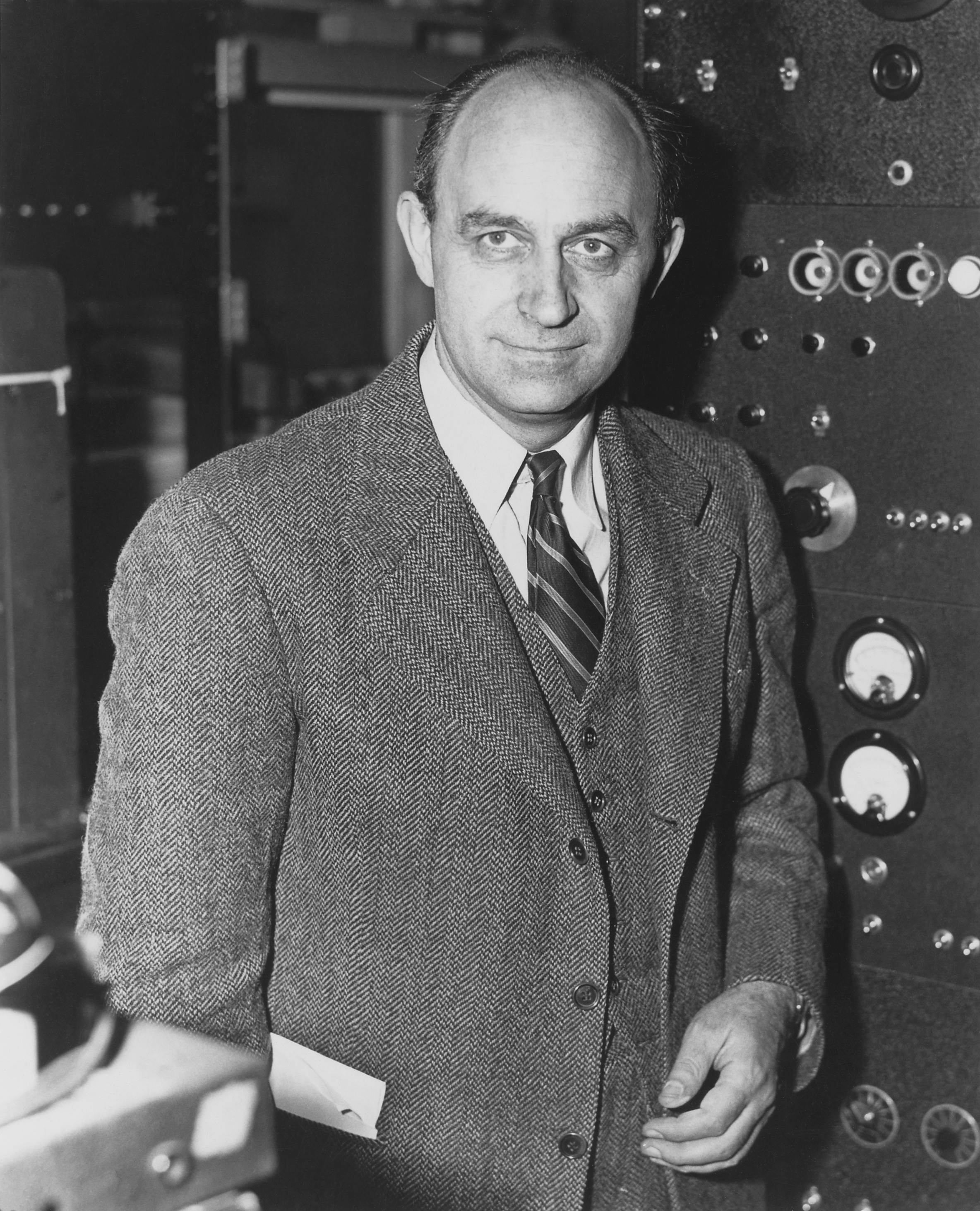
Enrico Fermi.

Le concept de surgénérateur a été développé dès les débuts de l'énergie nucléaire. Aux États-Unis, Enrico Fermi propose le concept de surgénérateur dès 1945, et en 1946 est construit le petit réacteur rapide américain Clementine (refroidi au mercure). En 1951 se produit la première réaction nucléaire du premier réacteur américain refroidi au sodium, Experimental Breeder Reactor I (EBR1).
En France, la construction de Rapsodie (20 MW thermiques) est lancée au centre de Cadarache en 1959, et ce réacteur produit sa première réaction nucléaire en 1967. Parallèlement, un autre surgénérateur Rachel est construit au centre CEA de Valduc et mis en route en 1961. Le parc de réacteurs à eau pressurisée français (REP) devait à l'origine permettre la constitution d'un stock de plutonium suffisant pour démarrer un parc de réacteurs à neutrons rapides (RNR) surgénérateurs. La filière alors développée était celle des réacteurs à caloporteur sodium tels que les réacteurs expérimentaux Phénix et Rapsodie, puis Superphénix.
Aux États-Unis, entre 1977 et 1982, le réacteur expérimental américain de faible puissance à spectre thermique de Shippingport a atteint un taux de surrégénération supérieur à 100 % grâce à une optimisation poussée de la modération et à un combustible uranium 233 / thorium.
Le développement de la filière surrégénératrice a connu un frein avec la catastrophe nucléaire de Tchernobyl et le contre-choc pétrolier en 1986. Le projet de RNR italien est stoppé, ainsi que toutes les centrales nucléaires italiennes, par le  référendum italien sur le nucléaire de 1987, et le projet allemand de surgénérateur de Kalkar est finalement abandonné en 1991.
Au Japon, la centrale prototype de Monju, située à Tsuruga dans la préfecture de Fukui, une centrale de type surgénérateur alimentée au combustible MOX et refroidie au sodium, comportant trois circuits de refroidissement a été lancée le 5 avril 1994, puis arrêtée en décembre 1995 à cause d'une fuite du sodium et d'un incendie dans le circuit de refroidissement secondaire. Des tests préliminaires sont relancés en mai 2010 dans le but de relancer la centrale en 2013.
Mis en service en 1985, le prototype français Superphénix a fonctionné seulement 53 mois sur une période de 11 ans, car il a subi de nombreux arrêts à la suite de deux incidents de fuite de sodium en 1987 et 1990 (l'un au barillet, l'autre aux deux membranes en série sur le compresseur d'un circuit d'argon auxiliaire) et des blocages politiques et administratifs (54 mois de 1990 à 1994). Superphénix est arrêté à la fin de l'année 1996, puis le gouvernement Lionel Jospin décide son arrêt définitif en 1997, ce qui provoque un intense débat sur la déconstruction d’une telle installation nucléaire. Selon un rapport de la commission d'enquête sénatoriale sur la politique énergétique de la France, son arrêt est une décision grave, prise sans concertation, avec un fondement électoraliste (à la suite d'un accord entre le parti politique les Verts et le gouvernement socialiste), et un coût important supporté par EDF, qui doit financer l'arrêt de Superphénix et dédommager ses partenaires. Un autre rapport parlementaire postérieur à la fermeture est plus nuancé. À partir des années 2000, le débat sur Superphénix s’essouffle, la presse se contente alors de rapporter des nouvelles techniques du chantier.
Les acteurs de l'industrie nucléaire s'intéressent à ce concept pour tenter de répondre à l'épuisement des ressources en uranium tout en affirmant se conformer aux objectifs de développement durable. Le forum international Génération IV lancé par les États-Unis en l'an 2000 promeut largement la filière surrégénératrice avec quatre concepts sur six :
- Réacteur rapide / thermique à caloporteur gaz ;
- Réacteur rapide à caloporteur sodium ;
- Réacteur rapide à caloporteur plomb-bismuth ;
- Réacteur à sels fondus.

En Russie, le réacteur à neutrons rapides BN-800 de la centrale nucléaire de Beloïarsk a été connecté au réseau. La centrale comptait déjà un premier prototype : le réacteur BN-600, mis en service en 1980, refroidi au sodium mais avec un combustible à base d'oxyde d'uranium enrichi.
En Chine, le prototype CEFR (China Experimental Fast Reactor) a été connecté au réseau en 2011. Basé sur cette expérience, le projet CFR-600 (China Fast Reactor-600), deuxième étape du programme de développement de la filière chinoise à neutrons rapides, sera refroidi au sodium, avec une puissance thermique de 1 500 MWth et une puissance électrique de 600 MWe ; son démarrage est prévu pour 2023.

## Principe de la surgénération
Dans un réacteur à eau pressurisée classique, environ les deux tiers de l'énergie de fission provient directement de la fission de l'uranium 235 (235U), tandis qu'un tiers provient de la fission du plutonium 239 (239Pu). Cet élément, qui n'est pas présent au départ dans le combustible nucléaire constitué d'oxyde d'uranium (UOX), est créé au sein du cœur du réacteur lorsqu'un noyau d’uranium 238 fertile capture un neutron. L’uranium 238 devient alors de l'uranium 239, qui se transforme à son tour, par deux désintégrations β−, en neptunium 239 puis en plutonium 239, qui est fissile.
La production de noyaux fissiles à partir de noyaux fertiles est le principe de la surgénération. Un réacteur nucléaire est un surgénérateur lorsqu'il est capable de produire autant ou plus de matériaux fissiles qu'il n'en consomme. Autrement dit, il faut que le rapport, pour un intervalle de temps donné, du nombre de nucléides fissiles produits au nombre de nucléides fissiles détruits, soit supérieur à 1. 
Pour ce faire, des couvertures fertiles sont introduites dans le réacteur afin de subir le flux neutronique. La difficulté de cette étape réside dans le fait que la production de neutrons par fission doit être suffisante à la fois pour maintenir la réaction en chaîne et pour irradier les matériaux fertiles. Cette contrainte est surmontée en réduisant les captures stériles de neutrons, notamment celles par le modérateur et le caloporteur.
La solution technologique retenue dans le cas des réacteurs à neutrons rapides à caloporteur sodium (type Superphénix) consiste à supprimer le modérateur et donc utiliser un spectre rapide. L'utilisation de la transformation uranium 238 / plutonium 239 est d'autant plus justifiée qu'il est plus efficace en spectre rapide.
Après irradiation en réacteur, le retraitement du combustible et des couvertures fertiles permet de récupérer les matériaux fissiles produits en réacteur afin d'en faire du combustible neuf.
Un autre cycle envisageable est celui du thorium 232 / uranium 233 (notamment dans des réacteurs à sels fondus). La difficulté majeure provient du fait que l'uranium 233 n'existe pas à l'état naturel et qu'il faut donc le fabriquer auparavant, ce qui est réalisé depuis des années avec le plutonium. Ce cycle intéresse fortement l'Inde qui dispose de réserves importantes de thorium. De telles réserves existent aussi en grande abondance en Bretagne.
| Filière                        | 238U/239Pu en spectre thermique | 238U/239Pu en spectre rapide | 232Th/233U en spectre thermique |
| ------------------------------ | ------------------------------- | ---------------------------- | ------------------------------- |
| Production moyenne par fission | 3 neutrons                      | 3 neutrons                   | 2,5 neutrons                    |
| Entretien de la réaction       | 1 neutron fissionne un 239Pu    | 1 neutron fissionne un 239Pu | 1 neutron fissionne un 233U     |
| Capture stérile                | 0,6 capturés par le 239Pu       | 0,3 capturés par le 239Pu    | 0,1 capturés par U ou Pu        |
| Capture régénérant le fissile  | 1,6 capturés sur 238U           | 1,3 capturés sur 238U        | 1,1 capturés sur 232Th          |
| Bilan neutronique minimal      | 3,2 > 3                         | 2,6 < 3                      | 2,2 < 2,5                       |
| Surgénération                  | régénération impossible         | régénération possible        | régénération possible           |

## Types de surgénérateurs
Deux types de surgénérateurs ont été proposés :
- le surgénérateur à neutrons rapides ou RNR ;
- le  surgénérateur à neutrons thermiques (voir thermalisation des neutrons).

## Intérêt de la surgénération
La surgénération vise à utiliser des ressources minières considérablement plus abondantes (un facteur 50 à 100 est souvent avancé) que celles qui sont utilisées actuellement. Par contre, la maîtrise de la surgénération est plus complexe.

### Voie uranium 238/plutonium 239
Elle consiste à transmuter  l’uranium 238 (qui compose à 99,28 % le minerai d'uranium et constituant presque exclusif de l'uranium appauvri) en plutonium 239, tout en produisant de la chaleur. Les stocks mondiaux d’uranium appauvri sont estimés à environ 4,7 millions de tonnes (2005) dont 300 000 tonnes en France. Ils représentent plusieurs milliers d'années de consommation au rythme actuels, environ 5 000 ans pour la France.

### Voie thorium 232/uranium 233
Dans la voie thorium, le thorium 232 (Cycle du combustible nucléaire au thorium) fertile est transmuté en uranium 233 fissile en réacteur. Le thorium 232, qui est un élément plus abondant que l'uranium 238, est aussi un isotope naturel fertile. Le thorium constituerait ainsi une réserve d'énergie nucléaire très importante, s'il pouvait être valorisé dans une nouvelle filière de réacteurs nucléaires surgénérateurs. Ce n'est cependant pas la seule voie de transformation, puisque cela est aussi envisagé dans le projet de centrale TMSR-500. La voie thorium présente les avantages suivants :
- la surgénération apparaît faisable en réacteur thermique (mais sous certaines conditions très particulières), comme l'ont établi les essais faits à Shippingport ;
- avec 232 nucléons au départ, il apparaît impossible que le thorium soit transmuté par captures neutroniques stériles en réacteur au-delà de 236 nucléons (sachant que l'uranium 235 est fissile). Donc la génération d'actinides mineurs gênants est très réduite[8]. Au plus tard en 2025, des réacteurs Candu canadiens doivent mettre en exploitation commerciale cette voie, devançant le projet  des réacteurs indiens PWHR, de la centrale de Kakrapar[9],[10]. La surgénération, en spectre thermique, a déjà été réalisée depuis 1979, à la centrale américaine de Shippingport.

## Critiques
La surgénération est critiquée pour ses projets jugés coûteux, risqués et non aboutis, vision déformée par la surmédiatisation de prototypes industriels comme Superphénix[Interprétation personnelle ?]. 
Le projet de surgénérateur américain Clinch River Breeder Reactor Project (en), construit en 1972, a été arrêté par le Congrès et l'administration du président Carter en 1983, car il « portait un risque potentiel pour la sécurité ».
Le réacteur surgénérateur allemand de Kalkar a été arrêté en 1991 en raison de problèmes de sécurité et de son coût très élevé (3,5 milliards d'euros).
Le réacteur Superphénix a coûté pour sa construction, selon un rapport de la Cour des comptes datant de 1997, 60 milliards de francs (1994), soit 12 milliards € (2010) dont 2,5 milliards € (2010) supportés essentiellement par EDF. Le chiffre d'affaires de la revente des 7,5 TWh d'électricité produite de 1986 à 1996, estimé à 1,875 milliard de francs (25 centimes par kilowattheure), aurait permis de ramener ce coût à 11,7 milliards € (2010).
Les réacteurs de type Candu ont été qualifiés par l'Agence internationale de l'énergie atomique et utilisent de l'uranium appauvri. Ce matériau a une concentration en uranium 235 inférieure de 0,4 % à celui de l'uranium naturel. La France en possédait en 2017 315 000 t[réf. souhaitée]. Les réacteurs indiens de type PWHR utilisent aussi de l'uranium appauvri. En effet, la différence de 0,3 % de concentration existant en U235 entre l'uranium appauvri et l'uranium naturel peut être compensée par du plutonium (en proportion de 0,4 % dans le combustible à retraiter), ce qui permet d'initier la réaction de fission d'un réacteur Candu. À défaut, l'utilisation de l'uranium appauvri dans un réacteur à l'eau lourde n'utilise que 0,3 % de concentration additionnelle en U235, inférieurs aux 3 - 0,7 = 2,3 % nécessaires à un réacteur à eau pressurisée, ce qui permet une économie par un facteur sept de la consommation de U235[pertinence contestée]. 
Or la consommation annuelle en combustible d'un réacteur de type REP est d'environ 30 tonnes par an, ce qui correspond à environ une tonne de U235 par an. L'économie de U235 réalisée par un nouveau réacteur Candu utilisant l'uranium appauvri est donc, en 30 ans, de 30*1*6/7=25 tonnes de U235. C'est davantage que l'économie de matière fissile, en plutonium, réalisée par un surgénérateur à neutrons rapides sur la même durée, qui ne dépassera pas 20 tonnes (temps de doublement)[pertinence contestée].

## Réacteurs à neutrons rapides en fonctionnement ou en construction
- Russie : à la centrale nucléaire de Beloïarsk, deux réacteurs rapides refroidis au sodium : BN-600 (600 MW), mis en service en 1980, et BN-800 (800 MW), mis en service en 2015 ; le premier utilise de l'uranium enrichi, le second un mélange de dioxydes d'uranium et de plutonium ; le fonctionnement en surgénérateur ne semble pas envisagé ;
- Inde : à la centrale nucléaire de Madras, un réacteur à neutrons rapides de 470 MW en construction depuis 2004 ;
- Chine : Réacteur à neutrons rapides expérimental chinois (20 MW), mis en service en 2011 ; un démonstrateur de 600 MW, le CFR-600, est en construction depuis décembre 2017 à Xiapu dans le Fujian ; la construction d'un deuxième CFR-600 a commencé en décembre 2020 à Xiapu ; un réacteur de taille commerciale (1000 à 1 200 MW), le CFR1000 est prévu pour 2034[19].

## Liste de projets de surgénérateurs abandonnés
- Phénix à Marcoule (Gard)
- Superphénix à Creys-Malville (Isère)
- Surgénérateur de Kalkar en Basse-Rhénanie (Allemagne)
- Astrid projet français dit de 4e génération.
- Fermi1, surgénérateur américain à neutrons rapides et sodium (1966/1975)
- Monju, surgénérateur japonais à neutrons rapides et sodium (1995/2017)
- PFR, surgénérateur anglais à neutrons rapides et sodium (1974/1994)